# Тудосэ, Чипрьян
Чипрьян Тудосэ (рум. Ciprian Tudosă; 31 марта 1997, Фэлтичени, Румыния) — румынский гребец (академическая гребля), серебряный призёр Олимпийских игр 2020 в заезде двоек,  чемпион Европы.